# Harry Everts
Harry Everts är en belgisk motocrossförare som har vunnit VM 4 gånger. 1975 i 250-klassen på en Puch och 1979 - 1981 i 125-klassen på en Suzuki 125 RH. Hans son är Stefan Everts som har vunnit VM 10 gånger.